# Palazzo Granducale (Livorno)
Palazzo Granducale è un edificio di Livorno, sede dell'omonima Provincia e ubicato nella centrale piazza del Municipio.

## Storia
Il Palazzo Granducale fu costruito a partire dal 1605 per volontà del granduca Ferdinando I de' Medici e su progetto di Antonio Cantagallina.
L'edificio, che avrebbe dovuto ospitare parte della corte granducale, sorse nei pressi del Porticciolo dei Genovesi, una piccola darsena scavata, secondo la tradizione, nel XV secolo a nord dell'abitato.
Successivamente, nel 1629, il palazzo fu ingrandito su disegno di Giovan Battista Santi, già autore del progetto della Venezia Nuova, il quale lo dotò di un porticato lungo la piazza d'Armi e ne fece la residenza dei sovrani in visita a Livorno. Qui soggiornò alcuni giorni anche Napoleone Bonaparte durante l'invasione francese del 1796: all'epoca l'edificio fu trasformato in una caserma e depredato di alcuni suoi arredi.
Tramontato il periodo granducale, nel 1871 parte dell'immobile fu destinata ad ospitare alcuni istituti scolastici cittadini fino agli ultimi anni venti del Novecento.
Cessata la funzione scolastica fu restaurato su progetto dell'ingegner Antonio Caldelli, il quale si avvalse della preziosa collaborazione di Galileo Chini.
Dal 1931 divenne sede della Amministrazione provinciale.
Con lo scoppio della seconda guerra mondiale il Palazzo Granducale fu duramente colpito dai massicci bombardamenti anglo-americani; tuttavia, la facciata principale non fu distrutta durante l'azione di guerra, ma, rimasta sostanzialmente integra, fu abbattuta durante l'opera di ricostruzione che portò alla totale demolizione del complesso.
Con lo stavolgimento della piazza Grande e nel tentativo di dare maggior visibilità al vicino Palazzo Comunale, l'edificio fu completamente ricostruito su progetto di Ghino Venturi in posizione più arretrata rispetto al sito originario.

## Descrizione

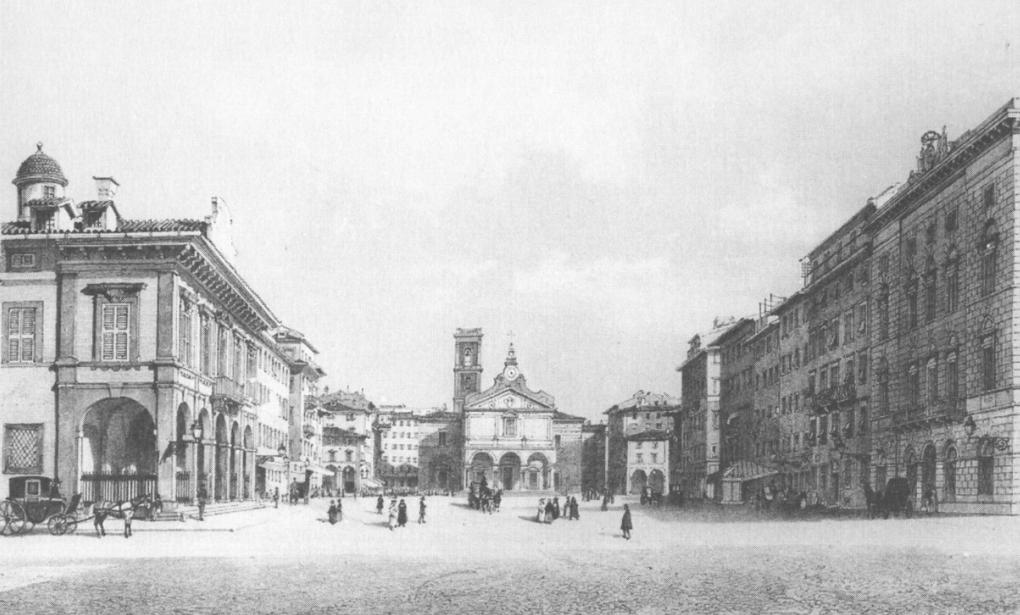
Il palazzo (sulla sinistra) nel XIX secolo: sullo sfondo il Duomo

La ricostruzione postbellica ha cancellato quasi completamente il ricordo dell'antico palazzo secentesco, del quale è stata ripetuta soltanto l'impostazione generale del porticato a cinque arcate a tutto sesto, innalzato però alcune decine di metri più indietro rispetto al fabbricato secentesco. Il retrostante corpo di fabbrica si presenta invece come un blocco compatto e nel quale confluiscono evidenti reminiscenze del classicismo semplificato degli anni trenta del Novecento. Tra le opere conservate all'interno da segnalare Saluto alla bandiera di Plinio Nomellini.
In origine il piano terra ospitava alcune cucine, nove camere e due stanze della "Guardaroba".
Al piano superiore erano presenti altre otto camere, un salone, nonché la cosiddetta "Camera dei Forestieri", preceduta da un'anticamera. Al secondo piano, nella parte restrostante dell'edificio, si trovavano alcune camere ricavate nelle soffitte.
Nel 2015, durante i lavori di pavimentazione della piazza del Municipio, sono state rinvenute le tracce dell'edificio secentesco che aggettava sulla piazza Grande.